# الكويت في الألعاب الأولمبية الصيفية للشباب 2018
شاركَت الكويت في الألعاب الأولمبية الصيفية للشباب 2018 التي أُقيمت في بوينس آيرس، الأرجنتين، في الفترة من 6 أكتوبر إلى 18 أكتوبر 2018.

## ألعاب القوى
ألعاب القوى في الألعاب الأولمبية الصيفية للشباب 2018

## السباحة
السباحة في الألعاب الأولمبية الصيفية للشباب 2018